# Ngân hàng Trung ương (Trung Hoa Dân Quốc)
Ngân hàng Trung ương Trung Hoa Dân Quốc, tên trước đây là Trung ương Ngân hàng (tiếng Trung: 中央銀行; bính âm: Zhōngyāng Yínháng) là ngân hàng trung ương của Trung Hoa Dân Quốc (Đài Loan). Cần lưu ý không nên nhầm lẫn ngân hàng này với Ngân hàng Trung Quốc hay Ngân hàng Nhân dân Trung Quốc của Cộng hòa Nhân dân Trung Hoa. Ngân hàng Trung ương Trung Hoa Dân Quốc thuộc quản lý của Hành chính viện Trung Hoa Dân Quốc (tức Phủ thủ tướng).
Ngân hàng này đã được thành lập dưới thời chính quyền Tôn Dật Tiên ở Quảng Châu năm 1924. Sau khi Quốc Dân Đảng bị thất bại trước phe Cộng sản do Mao Trạch Đông lãnh đạo trong cuộc Nội chiến Trung Quốc và phải rút lui qua đảo Đài Loan, Ngân hàng Trung ương cũng được di chuyển cùng với chính quyền Quốc Dân Đảng đến Đài Loan. Tuy nhiên, cho đến khi Ngân hàng Trung ương Trung Hoa Dân Quốc được tái thành lập năm 1961, Ngân hàng Đài Loan là ngân hàng trung ương de facto. Ngân hàng Đài Loan cũng phát hành Tân Đài tệ cho đến năm 2000, khi Ngân hàng Trung ương Trung Hoa Dân Quốc đảm nhận vai trò này.